# Inés Sastre
Inés Sastre Moratón (Valladolid, 21 novembre 1973) è un'ex modella e attrice spagnola.

## Biografia
A soli dodici anni, Inés comincia la sua carriera comparendo nello spot di una catena di fast food. Il suo esordio cinematografico avviene nel 1988, con il film A peso d'oro del regista Carlos Saura. Dopo gli studi presso la Sorbona di Parigi, nel 1996 Inés conclude un contratto triennale con Lancôme, succedendo come testimonial ad Isabella Rossellini. Ambasciatrice dell'UNICEF, oltre allo spagnolo, parla il francese, l'inglese e l'italiano.
Nel 1997 interpreta il personaggio di Francesca Babini nel film di Pupi Avati Il testimone dello sposo. Nel 2000 presenta il Festival di Sanremo a fianco di Fabio Fazio, ottenendo così una certa popolarità in Italia. Il 2 febbraio 2007 torna al cinema italiano, sempre con Avati, nel film La cena per farli conoscere, dove recita insieme a Diego Abatantuono, Violante Placido, Vanessa Incontrada e Francesca Neri.

## Filmografia
- Fuga dal paradiso, regia di Ettore Pasculli (1990)
- Al di là delle nuvole, regia di Michelangelo Antonioni e Wim Wenders (1995)
- Il testimone dello sposo, regia di Pupi Avati (1997)
- Il conte di Montecristo (Le Comte de Monte Cristo), regia di Josée Dayan (1998) – miniserie TV
- Vidocq - La maschera senza volto (Vidocq), regia di Pitof (2001)
- Druids - La rivolta (Vercingétorix), regia di Jacques Dorfmann (2001)
- Io no, regia di Simona Izzo e Ricky Tognazzi (2003)
- The Lost City, regia di Andy García (2005)
- La cena per farli conoscere, regia di Pupi Avati (2007)

## Doppiatrici italiane
- Laura Boccanera in Al di là delle nuvole, Druids - La rivolta
- Chiara Colizzi in Il testimone dello sposo
- Barbara De Bortoli in Il conte di Montecristo
- Eleonora De Angelis in The Lost City
- Roberta Pellini in Vidocq